# Gråsjälsbådan, Gävle kommun
Gråsjälsbådan är en av de yttersta öarna vid Gävles farled mellan Bönan och Eggegrund. Fram till 1970 var det platsen för Bönans yttre lotsuppassning.
Gråsjälsbådan ingår i Eggegrund-Gråsjälsbådans naturvårdsområde (naturreservat sedan 1996) och omfattas av Natura 2000 och dess bevarandeplan. Den biologiska och botaniska mångfalden mellan dessa öar är likartad med det undantaget att Gråsjälsbådans centrala delar är bevuxen med grov och högstammig 100-årig skog.
Skogen är av naturtypen västlig taiga. Naturliga, gamla, boreala och hemiboreala skogar samt yngre successioner som utvecklas naturligt efter brand eller omfattande stormfällningar, "naturskog" eller "naturskogsartad skog". Med naturliga, gamla skogar menas skogar som bibehållit en stor del av den naturliga skogens artsammansättning, åldersvariation och ekologiska funktion. Dessa skogar kan ha en viss mänsklig påverkan genom exempelvis plockhuggning, men de har aldrig omfattats av större kalavverkningar. De hyser en rad hotade arter bland mossor, lavar, svampar och evertebrater (främst skalbaggar). Brand präglade förr i hög grad skogarna i den boreala regionen och många hotade arter är beroende av förekomst av död ved och olika successionsstadier. Karaktärsarter: Mycket stor variation av arter, t.ex. tall, gran, björk, asp, lingon, ljung, blåbär, kråkbär, kruståtel, harsyra, ekorrbär, skogsstjärna, knärot, väggmossa, husmossa, kammossa, kvastmossor, bägarlavar, åtskilliga lavar och svampar knutna till lågor och torrakor. Ekologiska förutsättningar för gynnsam bevarandestatus: Skogen på Gråsjälsbådan består av 100-årig granskog med visst inslag av löv. Då naturtypen ingår i naturreservatet är förutsättningarna för en gynnsam bevarandestatus goda.
Stora delar av Gråsjälsbådan har naturtypen perenn vegetation på steniga stränder med flerårig vegetation på de övre delarna av klapperstensstränder. Många olika vegetationstyper finns ovanför den omedelbara strandzonen. I de äldre delarna kan antingen gräs-, ljung- och risvegetation eller en vegetation dominerad av mossor och lavar utvecklas. Naturtypen är vanligen ohävdad. Karaktärsarter är strandkål, saltarv, strandråg, strandärt, kvickrot, röllika och strandkvanne. Ekologiska förutsättningar för gynnsam bevarandestatus:
Naturtyp är väl representerad i strandzonen runt både Eggegrund, Gråsjälsbådan och Själstenarna. Det största hotet för naturtypen är eventuellt slitage från den det rörliga friluftslivet. Förutsatt att detta förblir oförändrat finns goda förutsättningar för en gynnsam bevarandestatus för naturtypen i området.
På Gråsjälsbådan finns rödlistade arter, kärlväxten sanddraba (EN) och en koloni av silltrut (VU).
Gråsjälsbådan har även ett rikt fågelliv och i silltrutskolonin på den sydöstra udden finns också fisktärnor, silvertärnor, fiskmåsar, skrattmåsar och gråtrutar (NT) . Dessutom häckar lärkfalk i skogen och flera andfåglar som svärta (NT) och ejder (NT) häckar på ön . Gråsjälsbådan är en viktig rastlokal för många fågelarter under vår- och höstflyttning.
Oljetankern Thuntank 5 grundstötte den 21 december 1986 ett hundratal meter från sydostspetsen av Gråsjälsbådan. Fartyget var då lastat med cirka 5000 ton tung eldningsolja varav 150 till 200 ton läckte ut. Vid tiden för grundstötningen rådde mycket hårt väder med vind från nordnordost och nedsatt sikt på grund av snö och nedisning. Thuntank 5 drogs av grundet den 25 december och bogserades till Öresundsvarvet i Landskrona.